# Primitivo Santa Cecilia
Primitivo Santa Cecilia Rivas (Salamanca, 25 de novembre de 1875 - 24 de setembre de 1954) fou un treballador manual, líder del socialisme de Salamanca durant el primer terç del segle xx. D'idees radicals però acció moderada i pacífica, va aconseguir consolidar la Federació Obrera (UGT).
En la seva joventut va treballar en una impremta com a caixista i després comptable. Més tard va entrar com a empleat en la Caixa de Previsió Social. Durant molts anys va ser el principal dirigent del socialisme de Salamanca. Va ser un dels principals impulsors de la Federació Obrera (fundada en 1900) i de l'Agrupació Socialista de Salamanca (fundada en 1902).
Regidor de l'Ajuntament de Salamanca des de 1910, fou el primer socialista a accedir a aquest càrrec. El 14 d'abril de 1931 va hissar la bandera de la República en la balconada de l'Ajuntament i va ser nomenat alcalde, càrrec en el qual va romandre fins al 2 d'agost, ja que va dimitir per haver resultat escollit a les eleccions de juny per les Corts constituents, sent substituït com a alcalde per Fidel Olivera, d'Acció Republicana, encara que va continuar sent regidor.
Va cessar com a diputat amb la dissolució de les Corts a l'octubre de 1933, i en les celebrades al novembre no es va presentar. Va mantenir l'acta de regidor, però des d'octubre de 1934, com a protesta per la destitució governamental de l'alcalde Casto Prieto Carrasco, es va apartar de la vida municipal. Després de les eleccions de febrer de 1936, Santa Cecilia es va fer càrrec interinament de l'alcaldia durant un parell de dies, fins que el governador civil va reposar com a alcalde Casto Prieto Carrasco.
Detingut pels militars revoltats poc després de Cop d'estat del 18 de juliol, va ser internat al camp de concentració de Murguía (Àlaba) des de novembre de 1936 fins a maig de 1939. En sortir de la presó, sense ser sotmès a judici, va treballar en una petita impremta. Dins del procés d'eliminació de tota referència a la República, l'Ajuntament de Salamanca va canviar el nom del Col·legi "Primitivo Santa Cecilia" pel de "Pare Manjón", i el carrer Santa Cecilia pel de carrer Los Quinteros (Serafín i Joaquín Álvarez Quintero). En l'actualitat compta amb un carrer en un barri nou de la seva ciutat.
Va morir a Salamanca als 78 anys.